# Pedro Franco (Colombiaans voetballer)
Pedro Camilo Franco Ulloa (Bogota, 23 april 1991) is een Colombiaans voetballer die bij voorkeur als centrale verdediger speelt. Hij verruilde in 2013 Millonarios voor Beşiktaş JK.

## Clubcarrière
Pedro Franco speelde acht seizoenen in de jeugdopleiding van Millonarios vooraleer hij er in 2009 doorbrak in het eerste elftal. In april 2013 speelde hij zijn 100e wedstrijd voor de club. In de zomertransferperiode werd hij voor een bedrag van 2,4 miljoen euro verkocht aan de Turkse topclub Beşiktaş JK, waar hij een vierjarig contract ondertekende. Hij debuteerde in de Süper Lig op 25 januari 2014 tegen Trabzonspor. Op 11 februari 2014 scoorde hij zijn eerste doelpunt voor de club tegen Kasımpaşa SK.
2 Svensson ·
3 Paulista ·
4 Bulut ·
5 Sanuç ·
6 Hadžiahmetović ·
7 Rashica ·
8 Uçan ·
9 Kılıçsoy ·
10 Arroyo ·
14 Uduokhai ·
15 Oxlade-Chamberlain ·
17 Immobile ·
18 Mário ·
20 Uysal ·
22 Zainutdinov ·
23 Muçi ·
26 Masuaku ·
27 Silva ·
30 Destanoğlu ·
34 Günok ·
53 Topçu ·
77 Ricardo ·
83 Fernandes ·
91 Hekimoğlu ·
94 Baytekin ·
97 Yuvakuran ·
Coach: Solskjær